# 加古川郵便局
加古川郵便局（かこがわゆうびんきょく）は、兵庫県加古川市にある郵便局。民営化前の分類では集配普通郵便局であった。

## 概要
住所：〒675-8799 兵庫県加古川市加古川町北在家2578

## 沿革
- 1872年1月14日（明治4年12月5日） - 加古川郵便取扱所として開設[1]。
- 1875年（明治8年）1月1日 - 加古川郵便局（五等）となる。
- 1879年（明治12年）9月 - 寺家町（じげまち）郵便局に改称。
- 1881年（明治14年）9月 - 貯金取扱を開始。
- 1882年（明治15年） - 為替取扱を開始。
- 1890年（明治23年）4月1日 - 加古川郵便局に改称。
- 1895年（明治28年）2月21日 - 加古川郵便電信局となる。
- 1903年（明治36年）4月1日 - 通信官署官制の施行に伴い加古川郵便局となる。
- 1956年（昭和31年）10月5日 - 電話通話および和文電報受付事務の取扱を開始[2]。
- 1959年（昭和34年）1月 - 局舎新築落成。
- 1963年（昭和38年）4月1日 - 電話通話事務および和文電報受付事務を廃止。
- 1977年（昭和52年）8月15日 - 加古川市加古川町寺家町から、同市加古川町北在家に局舎を新築、移転するとともに、和文電報受付および電話通話業務を開始。
- 1977年（昭和52年）10月24日 - 魚橋郵便局[3]から集配業務の一部[4]を、また米田郵便局[5]から集配業務の全部を移管。
- 1998年（平成10年）9月1日 - 外国通貨の両替および旅行小切手の売買に関する業務取扱を開始。
- 2007年（平成19年）10月1日 - 民営化に伴い、併設された郵便事業加古川支店に一部業務を移管。
- 2012年（平成24年）10月1日 - 日本郵便株式会社発足に伴い、郵便事業加古川支店を加古川郵便局に統合。

## 取扱内容
- 郵便、印紙、ゆうパック、内容証明
- 貯金、為替、振替、振込、国際送金、外貨両替・トラベラーズチェック、国債、投資信託
- 生命保険、バイク自賠責保険、自動車保険、変額年金保険
- 地方公共団体事務（兵庫県住宅再建共済基金利用申込取次事務）
- ゆうちょ銀行ATM
- 「675-00xx」区域（加古川市の一部地域）の集配業務
- ゆうゆう窓口

## 周辺
- 加古川市役所
- SHOWAグループ市民会館

## アクセス
- JR山陽本線・加古川線 加古川駅から徒歩約17分
- 神姫バス、加古川市コミュニティバス「かこバス」 加古川市役所前停留所下車
- 国道2号（加古川バイパス） 加古川ランプから南へ約2km
- 駐車場あり：19台